# Harry Kane
Harry Edward Kane MBE, född 28 juli 1993 i Walthamstow i London, är en engelsk professionell fotbollsspelare som spelar för det tyska Bundesliga-laget Bayern München. 
Kane tog sin väg genom ungdomsleden i Tottenham Hotspur innan hans a-lagsdebut för Tottenham kom den 25 augusti 2011 i Europacup-matchen mot Hearts. Kane har tidigare haft framgångsrika utlåningsperioder i League One-laget Leyton Orient, Championship-lagen Millwall och Leicester City samt Championship-laget Norwich City.
Kane har representerat England på U17-, U19-, U20- och U21-nivå. Han gjorde mål i sin debut i seniorlandslaget den 27 mars 2015 och togs ut i Englands trupp till fotbolls-EM 2016.

## Klubbkarriär
Kane är en egen produkt från Tottenhams ungdomsled. 

### Säsongen 2008/09
I U16-laget spelade Kane i turneringarna Copa Chivas och Bellinzona i Mexiko, och gjorde tre mål under dessa.

### Säsongen 2009/10
Kane 22 matcher för Tottenhams U18-lag och gjorde 18 mål. Kane fanns på a-lagsbänken två gånger under säsongen 2009-10, den ena i en Ligacup-match mot Everton den 27 oktober 2009 och den andra i FA-cupens fjärde omgång mot Bolton Wanderers den 24 februari 2010.

### Säsongen 2010/11
Den 7 januari 2011 flyttade Kane till Leyton Orient på lån till slutet av säsongen 2010-11. Han gjorde sin seniordebut för Orient den 15 januari 2011, då han byttes in i en match mot Rochdale. Den 22 januari 2011 gjorde Kane sitt första mål i seniorfotboll i Orients 4-0-seger över Sheffield Wednesday. Den 12 februari 2011 gjorde han två mål efter att ha blivit inbytt i 70:e minuten i en 4-1-seger över Bristol Rovers.

### Säsongen 2011/12
Den 25 augusti 2011 gjorde Kane gjorde sin första Europamatch från start för Tottenham Hotspur i den andra delen av Europa League-kvalet mot Hearts. Han fortsatte med att göra sex framträdanden i Europa League denna säsong och även sitt första mål i en Europeisk turnering, efter att ha gjort mål i en 4-0-seger mot Shamrock Rovers.
Den 1 januari 2012 lånades Kane och lagkamraten Ryan Mason ut till Championship-klubben Millwall till slutet av säsongen. Kane gjorde nio mål på 27 matcher och fick beröm från både tränaren Kenny Jackett och Millwalls supportrar, vilket resulterade i att Kane utsågs till Millwall Young Player of the Season.

### Säsongen 2012/13
Under försäsongen 2012-13 förekom Kane regelbundet i a-lagstruppen och var vid ett tillfälle den enda anfallaren som reste med laget under en rikstäckande turné i USA. Kane gjorde en stark försäsong, bland annat genom att göra ett hattrick för Spurs XI mot Southend United den 10 augusti 2012. Den 18 augusti 2012 gjorde han sin Premier League-debut då han kom in som ersättare för Sandro mot Newcastle United.
Den 31 augusti 2012 anslöt Kane till Norwich City på ett säsongslångt lån. Kane bröt ett ben i mellanfoten i en Ligacup-match mot Doncaster, sin blott andra match i klubben. 19-årigen fick sin rehabilitering hos Tottenham men återvände till Norwich den 29 december 2012. Efter att Tottenham misslyckats att förstärka sin anfallssida under transferfönstret i januari valde de att kalla tillbaka Kane fyra månader i förväg. Norwich tränare Chris Hughton berättade på en presskonferens  att: "Spurs har återkallade Harry Kane från sitt lån hos oss. Han hade otur med skadan. Vi skulle ha velat behålla honom, men önskar honom lycka till."
Den 21 februari 2013 meddelades det att Harry Kane skulle gå till Leicester City för återstoden av säsongen 2012-13 för att hjälpa till i klubbens satsning för avancemang. Kane markerade sin hemmadebut med ett mål för Leicester City mot Blackburn. Kane fortsatte med att göra 13 framträdanden för Leicester City, varav åtta från bänken.

### Säsongen 2013/14
Kane gjorde sitt första mål på White Hart Lane när han på tilläggstid kvitterade till 2-2 i en Ligacup-match mot Hull City. Tottenham vann med 8-7 efter straffar, och Kane gjorde mål på den femte av de nio straffsparkarna. Den 7 april 2014 var Kane för första gången med i startelvan för Tottenham i en 5-1-seger mot Sunderland, och gjorde även sitt första Premier League-mål i den 59:e matchminuten. Han gjorde även mål i den följande matchen, vilket hjälpte Tottenham att hämta upp ett 3-0-underläge mot West Bromwich. Han gjorde mål för tredje matchen i rad den 19 april, den här gången för att hjälpa Tottenham till en 3-1-seger hemma mot Fulham.

### Säsongen 2014/15
Denna säsong var säsongen då Kane slog igenom och gjorde sig till en ordinarie spelare i Tottenhams startelva. Totalt stod han för 21 mål (andra plats i skytteligan) och fyra assist i Premier League, och i slutet av säsongen blev han även kallad till det engelska landslaget.

### Säsongen 2015/16
Kane vinner skytteligan (Premier League Golden Boot) för första gången, med 25 mål) och hjälpte sitt Spurs till en tredjeplats) i Premier League.

### Säsongen 2016/17
Den 1 december 2016 förlängde Kane sitt kontrakt med Tottenham till 2022.. Kane gör 29 mål och vinner skytteligan (Premier League Golden Boot) för andra året i rad, och för Spurs till en andraplats i Premier League.

### Säsongen 2017/18
Harry fortsatte vara dominant i Premier League under tränare Mauricio Pochettino och gjorde ett personbästa i 41 mål på 48 matcher, varav 30 mål i Premier League vilket räckte till en andraplats. Kane var den spelaren i ligan som själv vunnit flest poäng för sitt lag med sina gjorda mål. 
Hans Tottenham slutade på tredjeplats.

### Säsongen 2018/19
Under försäsongen, den 8 juni 2018, skriver The Guardian att Harry Kane förlänger sitt kontrakt med Tottenham Hotspur FC med ett ny 6-årskontrakt till 30 juni 2024. Kane's nya veckolön rapporteras bli £200,000 + eventuella bonusar.. Med sitt öppningsmål mot Cardiff City i Premier League den 1 januari 2019 blev Kane historisk som Premier Leagues första spelare någonsin att ha gjort mål mot alla klubblag han mött i Premier League. Kane dras med skadeproblem under säsongen men trots det gör han 24 mål totalt, varav 17 i Premier League, 5 i UEFA Champions League samt mål i både FA-cupen och Engelska Ligacupen. Kane kommer tillbaka från långvarig skada till Spurs första Champions League final i klubbens historia, den 1 juni 2019. En final de förlorar mot Liverpool med 0-2. Tottenham slutar på fjärdeplats i Premier League.

### Säsongen 2019/20
Säsongen efter Spurs Champions League-finalförlust blev en turbulent och svår säsong för laget, men Kane gjorde trots det 24 mål totalt, varav 18 mål i Premier League och 6 mål i UEFA Champions League.

### Säsongen 2020/21
Denna av Covid-19-pandemin hårt drabbade idrottssäsong gjorde Kane 33 mål totalt varav 23 mål i Premier League. Detta gav honom Premier League Golden Boot-priset som skytteligavinnare för tredje gången i sin karriär.

### Säsongen 2021/22
Harry gjorde 27 mål totalt varav 17 mål i Premier League, som hjälper Kanes Spurs till en fjärdeplats i Premier League

### Säsongen 2022/23
Den 1 oktober 2022 blir Kane historisk som mesta målgörare i derbyklassikern North London Derby (matcherna mellan rivalerna i norra London; Tottenham Hotspur FC och Arsenal FC). Med sina 44 mål i denna derbyserie går han om tidigare rekordhållaren, Arsenals Thierry Henry. Den 5 februari 2023 blev Kane med sitt 1-0 segermål mot Manchester City historisk som mesta målgörare genom tiderna för Tottenham Hotspur FC med 267 mål. Han tar därmed över klubbrekordet från Jimmy Greaves (som hade sin storhetstid på 1960-talet). Den 6 maj 2023 sköt sig Kane upp på andraplats över Premier League's mesta målskyttar någonsin med sitt 209:e ligamål (1-0 seger över Crystal Palace) och fortsätter jaga Alan Shearers (Newcastle United, Blackburn Rovers) rekord på 260 ligamål. Kane slutar som tvåa i skytteligan med 30 mål. 
Kane blir även historisk som första spelare att ha gjort 30 mål eller mer i två olika (38 matchers-)säsonger (de första tre Premier League säsongerna 1992/93, 1993/94 och 1994/95 undantaget då ligan innehöll fler lag och fyra fler matcher per lag och säsong). Kane blir även historisk för att ha gjort mer än 100 mål både hemma och borta i Premier League. Denna säsong gjorde han 16 mål på bortaplan vilket är tangerat ligarekord sida vid sida med Kevin Phillips rekord säsong i Sunderland FC 1999/2000. Kane slog även rekordet i antal mål gjorda med huvudet (10 nickmål) på en Premier League-säsong. Kane tangerade rekordet för antal gjorda målassist (24) till en annan spelare (Heung-min Son) under Premier League-eran. Endast Frank Lampard (Chelsea FC) har lyckats med det tidigare, och då till lagkamraten Didier Drogba (Chelsea FC). Kane slog även rekordet i antalet matcher en spelare gjort mål i (26) under en och samma säsong.

### Säsongen 2023/24
12 augusti 2023 blev det klart att Kane skriver på ett fyraårskontrakt med den tyska klubben Bayern München.

## Internationell karriär

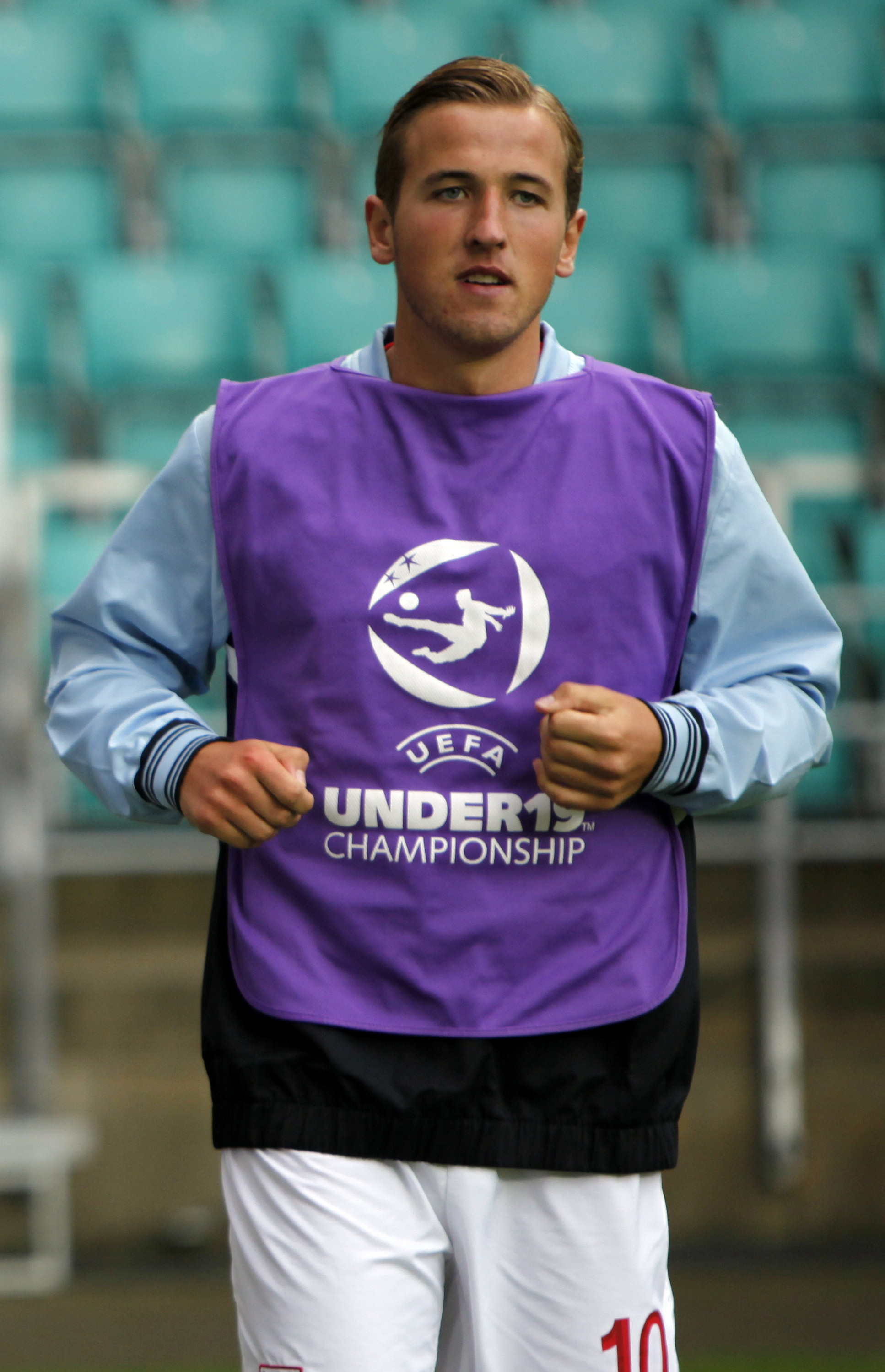
Kane med England vid U19-EM 2012.

Den 13 augusti 2013 fick Kane debutera för England U21 mot Skottland U21. Han byttes in  i den 58:e minuten, och England vann med 6-0. I oktober samma år gjorde Kane hattrick för Englands U21-landslag mot San Marino under kvalificeringen för U21-EM 2015.
Kane kallades till engelska herrlandslagets EM 2016 kval mot Litauen för att göra sin debut. Han gjorde mål redan 80 sekunder efter att ha blivit inbytt mot Wayne Rooney. Målet assisterades av Raheem Sterling.
Efter Världsmästerskapet i fotboll 2018 stod det klart att Harry Kane (England) blivit mesta målgörare med 6 mål
Kane gjorde 4 mål för sitt England i Europamästerskapet i fotboll 2020, ett mål bakom skytteligavinnande Patrik Shick (Tjeckien) och Cristiano Ronaldo (Portugal). Kanes England förlorade EM-finalen mot Italien med 3-2 efter straffläggningsavgörande (1-1 efter ordinarie full tid och förlängning).   
Den 23 mars 2023 blev Kane historisk som mesta målgörare genom tiderna för Englands herrlandslag i fotboll efter mål mot Italien i en kvalmatch inför Europamästerskapet i fotboll 2024.

### Landslagsmål
| Nr | Datum             | Arena                                                | Motståndare | Mål | Resultat             | Tävling                    | Referens |
| -- | ----------------- | ---------------------------------------------------- | ----------- | --- | -------------------- | -------------------------- | -------- |
| 1  | 27 mars 2015      | Wembley Stadium, London, England                     | Litauen     | 4–0 | 4–0                  | Kval till EM 2016          | [ 42 ]   |
| 2  | 5 september 2015  | Stadio Olimpico Serravalle, Serravalle, San Marino   | San Marino  | 5–0 | 6–0                  | Kval till EM 2016          | [ 43 ]   |
| 3  | 8 september 2015  | Wembley Stadium, London, England                     | Schweiz     | 1–0 | 2–0                  | Kval till EM 2016          | [ 44 ]   |
| 4  | 26 mars 2016      | Tyskland, Berlin, Tyskland                           | Tyskland    | 1–2 | 3–2                  | Vänskapsmatch              | [ 45 ]   |
| 5  | 22 maj 2016       | Etihad Stadium, Manchester, England                  | Turkiet     | 1–0 | 2–1                  | Vänskapsmatch              | [ 46 ]   |
| 6  | 10 juni 2017      | Hampden Park, Glasgow, Skottland                     | Skottland   | 2–2 | 2–2                  | Kval till VM 2018          | [ 47 ]   |
| 7  | 13 juni 2017      | Stade de France, Paris, Frankrike                    | Frankrike   | 1–0 | 2–3                  | Vänskapsmatch              | [ 48 ]   |
| 8  | 13 juni 2017      | Stade de France, Paris, Frankrike                    | Frankrike   | 2–2 | 2–3                  | Vänskapsmatch              | [ 48 ]   |
| 9  | 1 september 2017  | Ta’ Qali-stadion, Ta' Qali, Malta                    | Malta       | 1–0 | 4–0                  | Kval till VM 2018          | [ 49 ]   |
| 10 | 1 september 2017  | Ta’ Qali-stadion, Ta' Qali, Malta                    | Malta       | 4–0 | 4–0                  | Kval till VM 2018          | [ 49 ]   |
| 11 | 5 oktober 2017    | Wembley Stadium, London, England                     | Slovenien   | 1–0 | 1–0                  | Kval till VM 2018          | [ 50 ]   |
| 12 | 8 oktober 2017    | LFF Stadium, Vilnius, Litauen                        | Litauen     | 1–0 | 1–0                  | Kval till VM 2018          | [ 51 ]   |
| 13 | 2 juni 2018       | Wembley Stadium, London, England                     | Nigeria     | 2–0 | 2–1                  | Vänskapsmatch              | [ 52 ]   |
| 14 | 18 juni 2018      | Volgograd Arena, Volgograd, Ryssland                 | Tunisien    | 1–0 | 2–1                  | VM 2018                    | [ 53 ]   |
| 15 | 18 juni 2018      | Volgograd Arena, Volgograd, Ryssland                 | Tunisien    | 2–1 | 2–1                  | VM 2018                    | [ 53 ]   |
| 16 | 24 juni 2018      | Nizjnij Novgorod-stadion, Nizjnij Novgorod, Ryssland | Panama      | 2–0 | 6–1                  | VM 2018                    | [ 54 ]   |
| 17 | 24 juni 2018      | Nizjnij Novgorod-stadion, Nizjnij Novgorod, Ryssland | Panama      | 5–0 | 6–1                  | VM 2018                    | [ 54 ]   |
| 18 | 24 juni 2018      | Nizjnij Novgorod-stadion, Nizjnij Novgorod, Ryssland | Panama      | 6–0 | 6–1                  | VM 2018                    | [ 54 ]   |
| 19 | 3 juli 2018       | Otkrytie Arena, Moskva, Ryssland                     | Colombia    | 1–0 | 1–1 (e. fl.) (4–3 s) | VM 2018                    | [ 55 ]   |
| 20 | 18 november 2018  | Wembley Stadium, London, England                     | Kroatien    | 2–1 | 2–1                  | Nations League A 2018/2019 | [ 56 ]   |
| 21 | 22 mars 2019      | Wembley Stadium, London, England                     | Tjeckien    | 2–0 | 5–0                  | Kval till EM 2020          | [ 57 ]   |
| 22 | 25 mars 2019      | Stadion Pod Goricom, Podgorica, Montenegro           | Montenegro  | 4–1 | 5–1                  | Kval till EM 2020          | [ 58 ]   |
| 23 | 7 september 2019  | Wembley Stadium, London, England                     | Bulgarien   | 1–0 | 4–0                  | Kval till EM 2020          | [ 59 ]   |
| 24 | 7 september 2019  | Wembley Stadium, London, England                     | Bulgarien   | 2–0 | 4–0                  | Kval till EM 2020          | [ 59 ]   |
| 25 | 7 september 2019  | Wembley Stadium, London, England                     | Bulgarien   | 4–0 | 4–0                  | Kval till EM 2020          | [ 59 ]   |
| 26 | 10 september 2019 | St Mary's Stadium, Southampton, England              | Kosovo      | 2–1 | 5–3                  | Kval till EM 2020          | [ 60 ]   |
| 27 | 11 oktober 2019   | Fortuna Arena, Prag, Tjeckien                        | Tjeckien    | 1–0 | 1–2                  | Kval till EM 2020          | [ 61 ]   |
| 28 | 14 oktober 2019   | Nationalstadion Vasil Levski, Sofia, Bulgarien       | Bulgarien   | 6–0 | 6–0                  | Kval till EM 2020          | [ 62 ]   |
| 29 | 14 november 2019  | Wembley Stadium, London, England                     | Montenegro  | 2–0 | 7–0                  | Kval till EM 2020          | [ 63 ]   |
| 30 | 14 november 2019  | Wembley Stadium, London, England                     | Montenegro  | 3–0 | 7–0                  | Kval till EM 2020          | [ 63 ]   |
| 31 | 14 november 2019  | Wembley Stadium, London, England                     | Montenegro  | 5–0 | 7–0                  | Kval till EM 2020          | [ 63 ]   |
| 32 | 17 november 2019  | Stadion Fadil Vokrri, Pristina, Kosovo               | Kosovo      | 2–0 | 4–0                  | Kval till EM 2020          | [ 64 ]   |
| 33 | 28 mars 2020      | Arena Kombëtare, Tirana, Albanien                    | Albanien    | 1–0 | 2–0                  | Kval till VM 2022          | [ 65 ]   |
| 34 | 31 mars 2020      | Wembley Stadium, London, England                     | Polen       | 1–0 | 2–1                  | Kval till VM 2022          | [ 66 ]   |
| 35 | 29 juni 2021      | Wembley Stadium, London, England                     | Tyskland    | 2–0 | 2–0                  | EM 2020                    | [ 67 ]   |
| 36 | 3 juli 2021       | Stadio Olimpico, Rom, Italien                        | Ukraina     | 1–0 | 4–0                  | EM 2020                    | [ 68 ]   |
| 37 | 3 juli 2021       | Stadio Olimpico, Rom, Italien                        | Ukraina     | 3–0 | 4–0                  | EM 2020                    | [ 68 ]   |
| 38 | 7 juli 2021       | Wembley Stadium, London, England                     | Danmark     | 2–1 | 2–1 (e. fl.          | EM 2020                    | [ 69 ]   |
| 39 | 2 september 2021  | Puskás Aréna, Budapest, Ungern                       | Ungern      | 2–0 | 4–0                  | Kval till VM 2022          | [ 70 ]   |
| 40 | 5 september 2021  | Wembley Stadium, London, England                     | Andorra     | 2–0 | 4–0                  | Kval till VM 2022          | [ 71 ]   |
| 41 | 8 september 2021  | Nationalstadion, Warszawa, Polen                     | Polen       | 1–0 | 1–1                  | Kval till VM 2022          | [ 72 ]   |
| 42 | 12 november 2021  | Wembley Stadium, London, England                     | Albanien    | 2–0 | 5–0                  | Kval till VM 2022          | [ 73 ]   |
| 43 | 12 november 2021  | Wembley Stadium, London, England                     | Albanien    | 4–0 | 5–0                  | Kval till VM 2022          | [ 73 ]   |
| 44 | 12 november 2021  | Wembley Stadium, London, England                     | Albanien    | 5–0 | 5–0                  | Kval till VM 2022          | [ 73 ]   |
| 45 | 15 november 2021  | Stadio Olimpico, Serravalle, San Marino              | San Marino  | 3–0 | 10–0                 | Kval till VM 2022          | [ 74 ]   |
| 46 | 15 november 2021  | Stadio Olimpico, Serravalle, San Marino              | San Marino  | 4–0 | 10–0                 | Kval till VM 2022          | [ 74 ]   |
| 47 | 15 november 2021  | Stadio Olimpico, Serravalle, San Marino              | San Marino  | 5–0 | 10–0                 | Kval till VM 2022          | [ 74 ]   |
| 48 | 15 november 2021  | Stadio Olimpico, Serravalle, San Marino              | San Marino  | 6–0 | 10–0                 | Kval till VM 2022          | [ 74 ]   |
| 49 | 26 mars 2022      | Wembley Stadium, London, England                     | Schweiz     | 2–1 | 2–1                  | Vänskapsmatch              | [ 75 ]   |
| 50 | 7 juni 2022       | Allianz Arena, München, Tyskland                     | Tyskland    | 1–1 | 1–1                  | Nations League A 2022/2023 | [ 76 ]   |
| 51 | 26 september 2022 | Wembley Stadium, London, England                     | Tyskland    | 3–2 | 3–3                  | Nations League A 2022/2023 | [ 77 ]   |

## Privat
Kane gifte sig med sin barndoms kärlek Katie Goodland 2019. Paret har tre barn, två döttrar och en son.